# Ba gạc Việt Nam
Ba gạc Việt Nam (danh pháp: Rauvolfia vietnamensis) là một loài thực vật có hoa trong họ La bố ma. Loài này được Lý mô tả khoa học đầu tiên năm 1980.